# Buchaechum

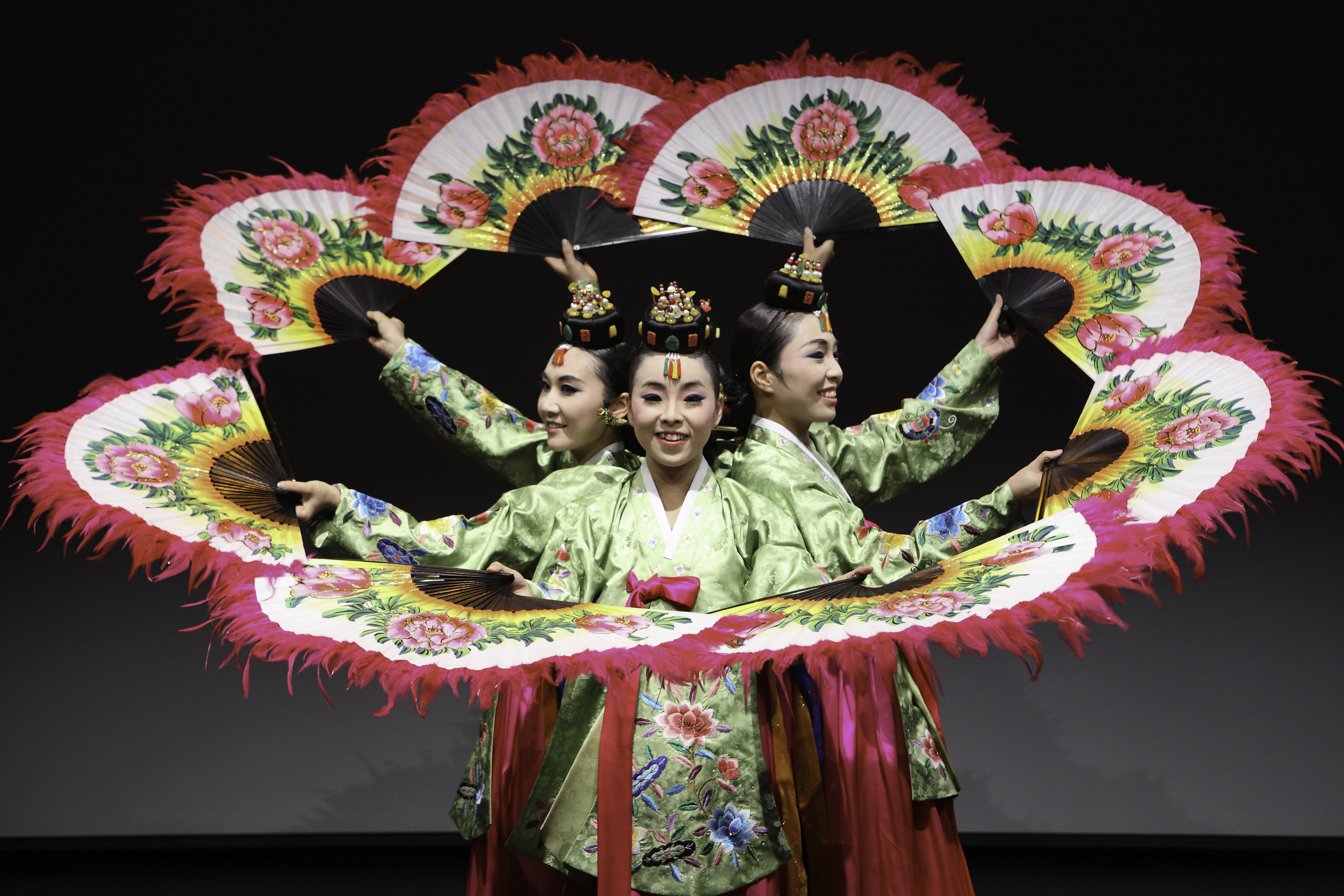
Une représentation de buchaechum en 2010.

Le buchaechum (hangul 부채춤), ou danse des éventails, est une danse coréenne traditionnelle, habituellement pratiquée par des femmes. Elle est dansée pour de nombreuses fêtes. Les éventails utilisés sont peints de pivoines roses en fleur. Les danseuses les utilisent pour figurer des oiseaux, des fleurs, des papillons et des vagues. Elles portent des hanboks, la robe traditionnelle coréenne, brillamment colorée.
Le buchaechum semble s'être développé sous l'influence des danses du chamanisme coréen, ainsi que des danses de cour de la dynastie Joseon.